# Hoffmann-La Roche
F. Hoffmann–La Roche, Ltd. eller Roche er et schweizisk globalt medicinalfirma. 
Firmaet er blandt andet kendt for influenzamedicinen Tamiflu.